# Giro di vento
Giro di vento, pubblicato nel 2004, è il tredicesimo romanzo di Andrea De Carlo.

## Trama
Racconta la storia di quattro amici di lunga data, due uomini e due donne, che insieme a un agente immobiliare partono da Milano in direzione dell'Umbria, per visitare alcune case di campagna che intendono comprare, con l'intenzione di ristrutturarle e utilizzarle per il loro tempo libero. Giunti quasi a destinazione dopo il lungo viaggio, i cinque perdono però la strada, e dopo essersi aggirati tra i boschi nel buio e sotto la pioggia, vengono accolti da una piccola comunità autosufficiente che sembra vivere fuori dal tempo, in alcune abitazioni occupate abusivamente. Solo il giorno dopo gli amici e l'immobiliarista si accorgeranno che le case in cui si trovano sono le stesse che intendevano comprare. 

## Critica
"Un romanzo divertente e inquietante, amaro e ricco di ironia, perfettamente calato nella geografia della mediocrità contemporanea. Nessuno, ci pare, è riuscito a farlo con una simile disponibilità emotiva e profondità d'osservazione analitica" Sergio Pent, La Stampa;
"È abile, De Carlo, nel trascorrere da una trama, per così dire, in movimento, all'incontro-scontro tra due universi" Giovanni Pacchiano, Il Sole 24 Ore;
"Questo romanzo è quasi più attuale oggi di quando è stato pubblicato nel 2006! De Carlo ha una scrittura minuziosa e precisa che conquista il lettore fin dalle prime pagine: è bravissimo nel descrivere abitudini, insicurezze e legami del nostro vivere quotidiano. Se poi si aggiunge l'ironia con cui mette a fuoco le situazioni, viene fuori un romanzo che porta a ragionare su quanto di superfluo, falso e superficiale c'è nelle nostre vite e quanto invece di sereno, armonioso e autentico, pur con tutte le difficoltà, si possa conquistare…" Romano Montroni, Corriere di Bologna, 15/11/2014, pag. 22  